# Touch (manga)
Pour les articles homonymes, voir Touch.
Autre
Touch (タッチ, Tacchi) est un manga de Mitsuru Adachi parlant de baseball et de triangles amoureux. Il est prépublié entre 1981 et 1986 dans le magazine Weekly Shōnen Sunday et compilé en un total de 26 tomes. La version française est publiée par Glénat.
En 1983, il remporte le Prix Shōgakukan dans la catégorie Shōnen avec Miyuki du même auteur. Avec 100 millions de volumes commercialisés, c'est l'une des bandes dessinées les plus vendues au monde.
Une adaptation en anime, connue en France sous le titre Théo ou la Batte de la victoire, est diffusée entre 1985 et 1987.

## Histoire

### Synopsis
Kazuya (Kim) et Tatsuya (Théo) sont frères jumeaux, mais la ressemblance n'est que physique. Alors que le premier est perfectionniste, travailleur et plein de bonnes intentions, le second est fainéant, tire au flanc. Cependant, Tatsuya est toujours là quand on a besoin de lui. Seule leur voisine et amie d'enfance - Minami (Debbie) - est là pour s'en rendre compte. Ils vont être en compétition pour la conquérir.
Le déroulement de l'histoire se présente en une sorte de triangle amoureux, brutalement modifié par un évènement qui fait basculer la vie des protagonistes et créant une grande incertitude face à leur avenir.
À noter que la série TV colle à l'histoire du manga alors que les films font des raccourcis menant à des changements radicaux, et même prolongeant l'histoire pour le quatrième et le cinquième OAV.

### Découpage de l'histoire
- Les deux frères

La première partie de l'histoire met en avant la dichotomie existant entre Kazuya et Tatsuya, leurs qualités et défauts, et met en lumière la relation existante avec Minami.
Kazuya est le champion le l'équipe de baseball, il est admiré de tous car tendant à être parfait.
Kazuya a promis à Minami d'aller au Kōshien, stade mythique où se déroule le tournoi national interscolaire de baseball, télédiffusé dans tout le Japon.
Tatsuya lui est paresseux et personne ne fait attention à lui, il est même par moments la risée locale.
Kazuya veut l'amener à faire partie de l'équipe de baseball, sûr du potentiel de son frère, mais celui-ci restant indécis trop longtemps se trouve bêtement engagé dans le club de boxe.
Minami rejoint le club de baseball en tant que manager de l'équipe.
- Le lendemain

Après la mort de Kazuya, chacun cherche ses marques. Tatsuya finit par rejoindre l'équipe de baseball, mais accepter le frère jumeau de l'as de l'équipe se trouve être bien difficile, d'autant qu'avoir le potentiel ne fait pas tout.
Minami commence à faire de la gymnastique rythmique pour combler un manque du club de gymnastique, et assure dans le même temps son rôle de manager.
- Tensions

L'entraîneur de l'équipe devant être hospitalisé, un remplaçant est nommé, mais c'est l'enfer qui s'abat alors sur l'équipe de baseball.
Le nouvel entraîneur (surnommé oni (signifiant démon en japonais) par Tatsuya) se montre d'une rigueur et d'une dureté incroyable virant même à la tyrannie.
On apprend par la suite que cet entraîneur n'est pas le remplaçant attendu mais son frère, et qu'il nourrit une haine farouche envers le club de baseball de l'école à la suite d'événements survenus dans sa jeunesse.
Tatsuya se trouve deux adversaires sur le terrain et pour le cœur de Minami en la personne de Nishimura et de Nitta, tous deux visant la finale et ayant la capacité d'y arriver.
Nitta ne fait pas qu'approcher Minami qu'il sait dévouée à Tatsuya, il demande à celui-ci de promettre venir l'affronter en finale.
La sœur de Nitta en pinçant pour Tatsuya, elle se fait transférer dans son école et fait tout pour éloigner Minami.
Minami est expulsée du club et passe désormais tout son temps à s'entraîner pour les compétitions de gymnastique, de fait Tatsuya et Minami se trouvent séparés.
- Au bout du tunnel

Minami devient la nouvelle star de l'école et bientôt du pays tout entier en réalisant des performances inattendues aux compétitions.
La pression ne se relâche pas et l'équipe doit affronter non seulement l'équipe adverse mais aussi son propre entraîneur qui n'hésite pas à faire une composition d'équipe totalement défavorable en plein éliminatoires.
Tatsuya pourra-t-il honorer sa promesse et parvenir au Kōshien ?

## Personnages
- Tatsuya Uesugi (Theo  dans la version française) : 15 ans, garçon antipathique au premier abord, paresseux, qui a l'air de vivre dans son petit monde à lui. Sa seule qualité étant d'être altruiste, il pense plus aux autres qu'à lui, mais personne ne le sait. Il deviendra au fil de la série un grand joueur de baseball, très charismatique.

- Kazuya Uesugi (Kim dans la version française) : 15 ans aussi, frère jumeau de Tatsuya, garçon sérieux, un style très différent de son frère. Bien habillé, poli, attentif aux autres, c'est un très bon joueur de baseball de l'équipe de Meisei. Il meurt malheureusement tôt dans la série, dans un accident.

- Minami Asakura (Debbie en version française) : 15 ans, voisine et amie d'enfance de  Tatsuya et  Kazuya, jolie jeune femme, intelligente et sportive. Manager du club de baseball de  Meisei et gymnaste de haut niveau. Elle est le personnage central de la série, pour ses sentiments envers Tatsuya.

- Les Uesugi (Brendel dans la version française) : Les parents de  Tatsuya et  Kazuya. Des parents fantasques, dynamiques et joueurs.

- Koutarou Matsudaira (Boris en version française) : ami de Kazuya au début de la série, il s'entend mal avec Tatsuya, ce qui engendre souvent des bagarres. Passionné de baseball, il est le receveur de l'équipe de Meisei dont Kazuya est le lanceur. À la mort de Kazuya, il deviendra très ami avec Tatsuya et fera équipe avec lui.

- Akio Nitta (Guy en version française) : personnage que l'on voit arriver à la moitié de la série, quand Tatsuya rejoint l'équipe de baseball après la mort de son frère. Physiquement, les filles disent de lui qu'il est mignon. Grand brun, cheveux longs, Akio est aussi très sympathique, généreux, courageux et surtout très bon batteur. Il est amoureux de Minami et deviendra le grand rival de Tatsuya.

- Isami Nishimura (Franck dans la version française) : Joueur de l'équipe de Seinan, une école rivale de Meisei. Un coureur de jupons, bien que pas très charmant. Très attiré par Minami, il n'aboutit qu'à des échecs. Mais c'est un bon lanceur, redoutable pour ses balles courbes. Il est un personnage très comique de la série.

- Shouhei Harada (Adrien dans la version française) : Un colosse, très grand et pourtant attachant. Froid à première vue, boxeur redouté au lycée de Meisei, il est toujours de bon conseil pour Tatsuya.

## Manga
Le manga Touch est écrit et illustré par Mitsuru Adachi. Il est prépublié dans le Weekly Shōnen Sunday du 36e numéro de l'année 1981 paru le 5 août 1981 au 50e numéro de l'année 1986 paru le 12 octobre 1986,. Les chapitres ont été compilés et publiés en 26 volumes, le premier volume étant sorti le 15 décembre 1981 et le dernier le 15 janvier 1987. La série est ensuite rééditée au format widenban, bunko , kanzenban et My First Wide. Un recueil d'illustrations et un roman sont parus au Japon,. La version française est publiée par Glénat.

### Liste des volumes
| no | Japonais          | Japonais      | Français          | Français          |
| no | Date de sortie    | ISBN          | Date de sortie    | ISBN              |
| -- | ----------------- | ------------- | ----------------- | ----------------- |
| 1  | 15 décembre 1981  | 4-09-120651-4 | 4 mai 2005        | 978-2-72-344973-1 |
| 2  | 15 mars 1982      | 4-09-120652-2 | 13 juillet 2005   | 978-2-72-344974-8 |
| 3  | 15 juillet 1982   | 4-09-120653-0 | 21 septembre 2005 | 978-2-72-344975-5 |
| 4  | 15 octobre 1982   | 4-09-120654-9 | 16 novembre 2005  | 978-2-72-344976-2 |
| 5  | 15 avril 1983     | 4-09-120655-7 | 15 février 2006   | 978-2-72-344977-9 |
| 6  | 15 mai 1983       | 4-09-120656-5 | 16 avril 2006     | 978-2-72-345432-2 |
| 7  | 15 juillet 1983   | 4-09-120657-3 | 20 juin 2006      | 978-2-72-345433-9 |
| 8  | 15 septembre 1983 | 4-09-120658-1 | 27 août 2006      | 978-2-72-345434-6 |
| 9  | 15 décembre 1983  | 4-09-120659-X | 18 octobre 2006   | 978-2-72-345435-3 |
| 10 | 15 mai 1984       | 4-09-120660-3 | 7 février 2007    | 978-2-72-345436-0 |
| 11 | 15 juillet 1984   | 4-09-121131-3 | 21 mars 2007      | 978-2-72-345628-9 |
| 12 | 15 septembre 1984 | 4-09-121132-1 | 16 mai 2007       | 978-2-72-345629-6 |
| 13 | 15 novembre 1984  | 4-09-121133-X | 11 juillet 2007   | 978-2-72-345630-2 |
| 14 | 15 décembre 1984  | 4-09-121134-8 | 19 septembre 2007 | 978-2-72-345631-9 |
| 15 | 15 janvier 1985   | 4-09-121135-6 | 12 décembre 2007  | 978-2-72-345829-0 |
| 16 | 15 avril 1985     | 4-09-121136-4 | 27 février 2008   | 978-2-72-346013-2 |
| 17 | 15 juin 1985      | 4-09-121137-2 | 4 juin 2008       | 978-2-72-346337-9 |
| 18 | 15 septembre 1985 | 4-09-121138-0 | 20 août 2008      | 978-2-72-346338-6 |
| 19 | 15 octobre 1985   | 4-09-121139-9 | 22 octobre 2008   | 978-2-72-346555-7 |
| 20 | 15 décembre 1985  | 4-09-121140-2 | 3 décembre 2008   | 978-2-72-346617-2 |
| 21 | 15 avril 1986     | 4-09-121451-7 | 10 février 2009   | 978-2-72-346638-7 |
| 22 | 15 mai 1986       | 4-09-121452-5 | 29 avril 2009     | 978-2-72-346639-4 |
| 23 | 15 août 1986      | 4-09-121453-3 | 24 juin 2009      | 978-2-72-346993-7 |
| 24 | 15 octobre 1986   | 4-09-121454-1 | 26 août 2009      | 978-2-72-347106-0 |
| 25 | 15 novembre 1986  | 4-09-121455-X | 21 octobre 2009   | 978-2-72-347107-7 |
| 26 | 15 janvier 1987   | 4-09-121456-8 | 3 février 2010    | 978-2-72-347108-4 |

## Produits dérivés

### Série d'animation
- 1985-1987 : Théo ou la Batte de la victoire (l'adaptation en anime du manga Touch)

### Films d'animation
- 1986 : Un champion sans numéro (Sebangou no nai Ace)
- 1986 : Le cadeau d'adieu (Sayonara no Okurimono)
- 1987 : Après ton passage (Kimi ga toorisugita ato ni)

### Téléfilms d'animation
- 1998 : Miss Lonely Yesterday (Are kara, kimi ha...)
- 2001 : Cross Road (Kaze no yukue)

### Musique
- Best Song Book
- Jam Trip 1800
- Kimi ga Tôrisugita Ato Ni OST
- Miss Lonely Yesterday OST
- Cross Road OST
- Music Flavor 1
- Music Flavor 2
- Music Flavor 3
- Music Flavor 4
- Music Flavor 5
- Non-Stop Touch
- Original Song Book 1
- Original Song Book 2
- Original Song Book 3
- Sayonara no Okurimono
- Sebangô no Nai Ace
- Touch in Memory - Minami Asakura
- Touch in Memory - Tatsuya Uesugi

### Documentation
- Paul Gravett (dir.), « De 1970 à 1989 : Touch », dans Les 1001 BD qu'il faut avoir lues dans sa vie, Flammarion, 2012 (ISBN 2081277735), p. 428.